# Dominique Dropsy
Dominique Dropsy (ur. 9 grudnia 1951 w Leuze, zm. 7 października 2015) – francuski piłkarz występujący na pozycji bramkarza.

## Kariera klubowa
Dropsy zawodową karierę rozpoczynał w 1971 roku w drugoligowym klubie US Valenciennes-Anzin. W 1972 roku awansował z nim do ekstraklasy. W 1973 roku spadł jednak z zespołem do drugiej ligi. Wówczas przeszedł do pierwszoligowego RC Strasbourg. W 1976 roku spadł z nim do drugiej ligi, ale po roku powrócił do ekstraklasy. W 1979 roku Dropsy zdobył z klubem mistrzostwo Francji. W 1984 roku przeniósł się do Girondins Bordeaux. Spędził tam pięć lat. W tym czasie zdobył z zespołem dwa mistrzostwa Francji (1985, 1987) oraz dwa Puchary Francji (1986, 1987). W 1989 roku zakończył karierę.

## Kariera reprezentacyjna
W reprezentacji Francji Dropsy zadebiutował 10 czerwca 1978 w wygranym 3:1 meczu Mistrzostw Świata z Węgrami. Było to jednocześnie rozegrane przez niego na tamtym mundialu, z którego Francja odpadła po fazie grupowej. W latach 1978–1981 w drużynie narodowej Dropsy rozegrał w sumie 17 spotkań.